# Diocesi di Kandy
La diocesi di Kandy (in latino Dioecesis Kandiensis) è una sede della Chiesa cattolica in Sri Lanka suffraganea dell'arcidiocesi di Colombo. Nel 2023 contava 85.776 battezzati su 2.811.000 abitanti. È retta dal vescovo Warnakulasurya Wadumestrige Devsritha Valence Mendis.

## Territorio
La diocesi comprende la provincia centrale dello Sri Lanka.
Sede vescovile è la città di Kandy, dove si trova la cattedrale di Sant'Antonio.
Il territorio è suddiviso in 31 parrocchie, raggruppate in tre vicariati, corrispondenti ai tre distretti che costituiscono la provincia centrale: Kandy, Nuwara Eliya e Matale.

## Storia
Il vicariato apostolico di Kandy fu eretto il 20 aprile 1883 con il breve Quo satius di papa Leone XIII, ricavandone il territorio dal vicariato apostolico di Colombo (oggi arcidiocesi).
Il 1º settembre 1886 il vicariato apostolico è stato elevato a diocesi con la bolla Humanae salutis dello stesso papa Leone XIII.
Il 14 giugno 1954 ha ceduto una porzione del proprio territorio alla diocesi di Trincomalee.
Il 18 dicembre 1972 ha ceduto un'ulteriore porzione del suo territorio a vantaggio dell'erezione della diocesi di Badulla.

## Cronotassi dei vescovi
Si omettono i periodi di sede vacante non superiori ai 2 anni o non storicamente accertati.
- Clemente Pagnani, O.S.B.Silv. † (20 aprile 1883 - giugno 1911 deceduto)
- Bede Beekmeyer, O.S.B.Silv. † (19 aprile 1912 - 22 maggio 1935 deceduto)
- Bernardo Regno, O.S.B.Silv. † (27 gennaio 1936 - 24 settembre 1958 dimesso[3])
- Leo Nanayakkara, O.S.B.Silv. † (2 luglio 1959 - 18 dicembre 1972 nominato vescovo di Badulla)
- Appasinghe Paul Perera † (17 maggio 1973 - 17 marzo 1983 ritirato)
- Joseph Vianney Fernando (17 marzo 1983 - 9 ottobre 2021 ritirato)
- Warnakulasurya Wadumestrige Devsritha Valence Mendis, dal 9 ottobre 2021

## Statistiche
La diocesi nel 2023 su una popolazione di 2.811.000 persone contava 85.776 battezzati, corrispondenti al 3,1% del totale.
| anno | popolazione | popolazione | popolazione | presbiteri | presbiteri | presbiteri | presbiteri                | diaconi | religiosi | religiosi | parrocchie |
| anno | battezzati  | totale      | %           | numero     | secolari   | regolari   | battezzati per presbitero | diaconi | uomini    | donne     | parrocchie |
| ---- | ----------- | ----------- | ----------- | ---------- | ---------- | ---------- | ------------------------- | ------- | --------- | --------- | ---------- |
| 1950 | 47.723      | 1.473.761   | 3,2         | 48         | 11         | 37         | 994                       |         | 7         | 188       | 12         |
| 1970 | 65.000      | 2.355.620   | 2,8         | 95         | 24         | 71         | 684                       |         | 120       | 276       | 21         |
| 1980 | 55.818      | 2.218.000   | 2,5         | 88         | 44         | 44         | 634                       |         | 62        | 208       | 17         |
| 1990 | 62.615      | 2.257.000   | 2,8         | 39         | 22         | 17         | 1.605                     | 1       | 88        | 196       | 20         |
| 1999 | 79.479      | 2.005.956   | 4,0         | 44         | 30         | 14         | 1.806                     |         | 116       | 227       | 22         |
| 2000 | 80.501      | 2.005.956   | 4,0         | 47         | 33         | 14         | 1.712                     | 1       | 122       | 227       | 22         |
| 2001 | 83.313      | 2.005.956   | 4,2         | 45         | 31         | 14         | 1.851                     |         | 136       | 220       | 22         |
| 2002 | 85.359      | 2.008.002   | 4,3         | 81         | 32         | 49         | 1.053                     |         | 169       | 201       | 22         |
| 2003 | 85.359      | 2.008.002   | 4,3         | 79         | 33         | 46         | 1.080                     |         | 154       | 219       | 22         |
| 2004 | 75.435      | 2.414.973   | 3,1         | 90         | 36         | 54         | 838                       |         | 182       | 216       | 23         |
| 2006 | 78.902      | 2.535.969   | 3,1         | 97         | 39         | 58         | 813                       | 1       | 165       | 210       | 25         |
| 2011 | 84.830      | 2.690.430   | 3,2         | 78         | 38         | 40         | 1.087                     |         | 176       | 181       | 27         |
| 2013 | 81.243      | 2.558.716   | 3,2         | 50         | 35         | 15         | 1.624                     |         | 161       | 183       | 27         |
| 2016 | 80.764      | 2.665.000   | 3,0         | 49         | 39         | 10         | 1.648                     |         | 187       | 189       | 27         |
| 2019 | 81.470      | 2.752.940   | 3,0         | 57         | 48         | 9          | 1.429                     |         | 225       | 190       | 29         |
| 2021 | 85.265      | 2.910.630   | 2,9         | 66         | 56         | 10         | 1.291                     |         | 183       | 195       | 29         |
| 2023 | 85.776      | 2.811.000   | 3,1         | 62         | 52         | 10         | 1.383                     |         | 137       | 192       | 31         |